# Davuldena Gnanissara Thero
Davuldena Gnanissara Thero (singhalesisch දවුල්දෙන  ඥානිස්සර  තෙරෝ , mit vollem Titel: Agga Maha Pandita Davuldena Sri Gnanissara Thero; * 31. Dezember 1915 im Distrikt Badulla; † 3. April 2017) war ein sri-lankischer Gelehrter, buddhistischer Mönch (Bhikkhu), Leiter der Sekte Amarapura Nikaya und ein Hundertjähriger.

## Leben
Gnanissara Thero wurde am 31. Dezember 1915 in Dawuldena in Badulla geboren und unter der Führung von Umele Pagnananda und Umele Piyarathana Nayake Theros 1928 als Mönch ordiniert. Ab 2002 war er bis zu seinem Tod am 3. April 2017 der oberste Mahanayaka der buddhistischen, sri-lankischen Sekte Amarapura Nikaya.
Er hat zahlreiche Bücher verfasst und beherrschte die Sprachen Pali, Sanskrit und Englisch.